# Christian Zübert

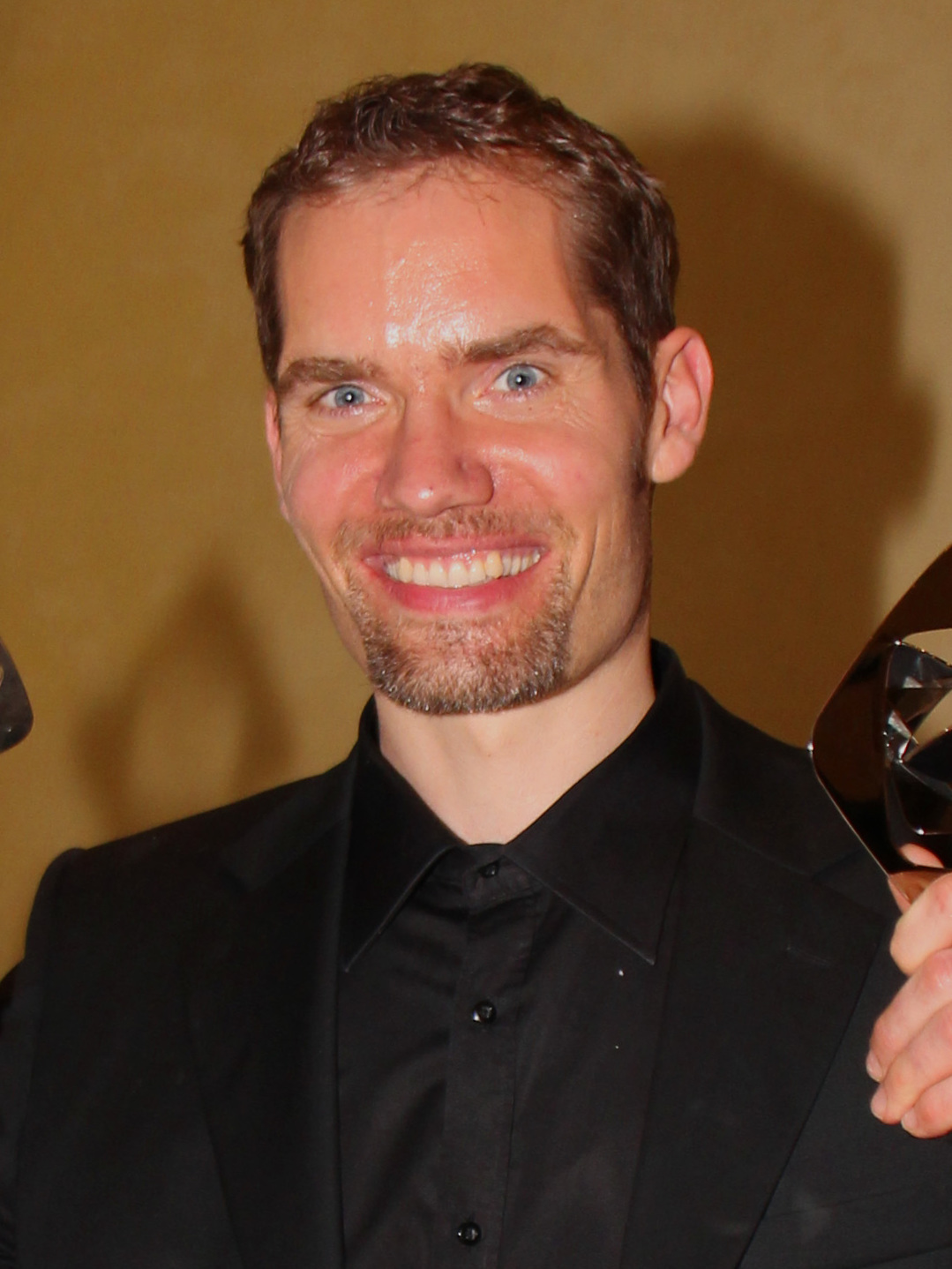
Christian Zübert (2011)

Christian Zübert (* 27. August 1973 in Würzburg) ist ein  deutscher Drehbuchautor und Filmregisseur.

## Biographie
Zübert studierte an der Universität Würzburg sechs Semester Deutsch auf Magister, was ihn nach eigenen Worten jedoch nicht maßgeblich auf seinen heutigen Beruf vorbereiten konnte.
Nach dem Studium arbeitete Zübert zunächst als Drehbuchautor vor allem im Fernsehbereich und wirkte seit 1997 auch an einer Reihe von Drehbüchern für Kino- und Fernsehproduktionen wie beispielsweise Mädchen, Mädchen oder Soloalbum mit. Filmproduzent und Regisseur Sönke Wortmann überredete ihn, für den Film Lammbock auch erstmals Regie zu führen, nachdem er bereits zuvor das Szenario für den erfolgreichen Kinofilm verfasst hatte. So wurde er schnell einem größeren Publikum bekannt. Seine zweite Regiearbeit war der ProSieben-Film Echte Männer?, zu dem er ebenfalls das Drehbuch schrieb.
Im Jahre 2004 inszenierte er den Kinder- und Jugendfilm Der Schatz der weißen Falken. Züberts zweiter Kinofilm konnte bei weitem nicht so viele Zuschauer ins Kino locken wie sein Erstling, erhielt aber meist sehr gute Kritiken und wurde mit verschiedenen Preisen ausgezeichnet.
Nach mehreren preisgekrönten Fernseharbeiten kehrte er im Oktober 2011 mit Dreiviertelmond auf die große Leinwand zurück. Die Tragikomödie brachte knapp 400.000 Zuschauer ins Kino und wurde als bester Spielfilm für den Deutschen Filmpreis nominiert. Zübert erhielt außerdem für das Drehbuch den Bayerischen Filmpreis. Im selben Jahr folgte für Christian Zübert die doppelte Auszeichnung mit dem Adolf Grimme-Preis, der ihm als Drehbuchautor für Neue Vahr Süd und als Regisseur für den BR-Tatort Nie wieder frei sein verliehen wurde.
2013 drehte er die von Florian Gallenberger und Benjamin Herrmann produzierte Tragikomödie Hin und weg mit Florian David Fitz, Julia Koschitz, Jürgen Vogel, Miriam Stein und Hannelore Elsner in den Hauptrollen. Der Film hatte über 300.000 Besucher.
Mit seinem deutsch-griechischen Drama Ein Atem wurde Zübert 2015 im zweiten Jahr hintereinander zum Toronto International Film Festival eingeladen.
2025 erschien der von ihm inszenierte und geschriebene Thriller Exterritorial auf Netflix. Laut Flixpatrol gelangte der Film am 5. Mai 2025 in 88 Ländern auf den ersten Platz der Netflix-Charts. In der Startwoche verzeichnete der Film 38,3 Millionen Views, in der zweiten Woche erzielte der Film weitere 23,7 Millionen Aufrufe. Der Film ist damit bislang der erfolgreichste deutsche Netflix-Film. Nach sechs Wochen verzeichnete der Film über 83 Millionen Views und steht damit auf Platz 5 der erfolgreichsten Netflixfilme aller Zeiten.

## Filmografie (Auswahl)
- 2001: Lammbock – Alles in Handarbeit (Drehbuch und Regie)
- 2001: Mädchen, Mädchen (Drehbuch, mit Maggie Peren)
- 2003: Echte Männer?
- 2005: Der Schatz der weißen Falken
- 2006: Geile Zeiten (Drehbuch)
- 2007: Vollidiot (Drehbuch)
- 2007: Die Rote Zora (Drehbuch)
- 2008: Hardcover
- 2009: Hangtime – Kein leichtes Spiel (Drehbuch mit Heinrich Hadding; Regie: Wolfgang Groos)
- 2010: KDD – Kriminaldauerdienst (Regie; Pilotfilm und zwei Folgen)
- 2010: Tatort: Nie wieder frei sein (Regie)
- 2010: Neue Vahr Süd (Drehbuch)
- 2011: Dreiviertelmond (Drehbuch und Regie)
- 2013: Dampfnudelblues (Drehbuch)
- 2014: Hin und weg (Drehbuchbearbeitung und Regie)
- 2015: Ein Atem (Drehbuch und Regie)
- 2017: Lommbock (Drehbuch und Regie)
- 2018: Arthurs Gesetz (Regie)
- 2019: Der Fall Collini (Drehbuch)
- 2019: Bad Banks – Staffel 2 (Regie)
- 2025: Exterritorial (Drehbuch und Regie)

## Preise und Auszeichnungen
- Der Schatz der weißen Falken

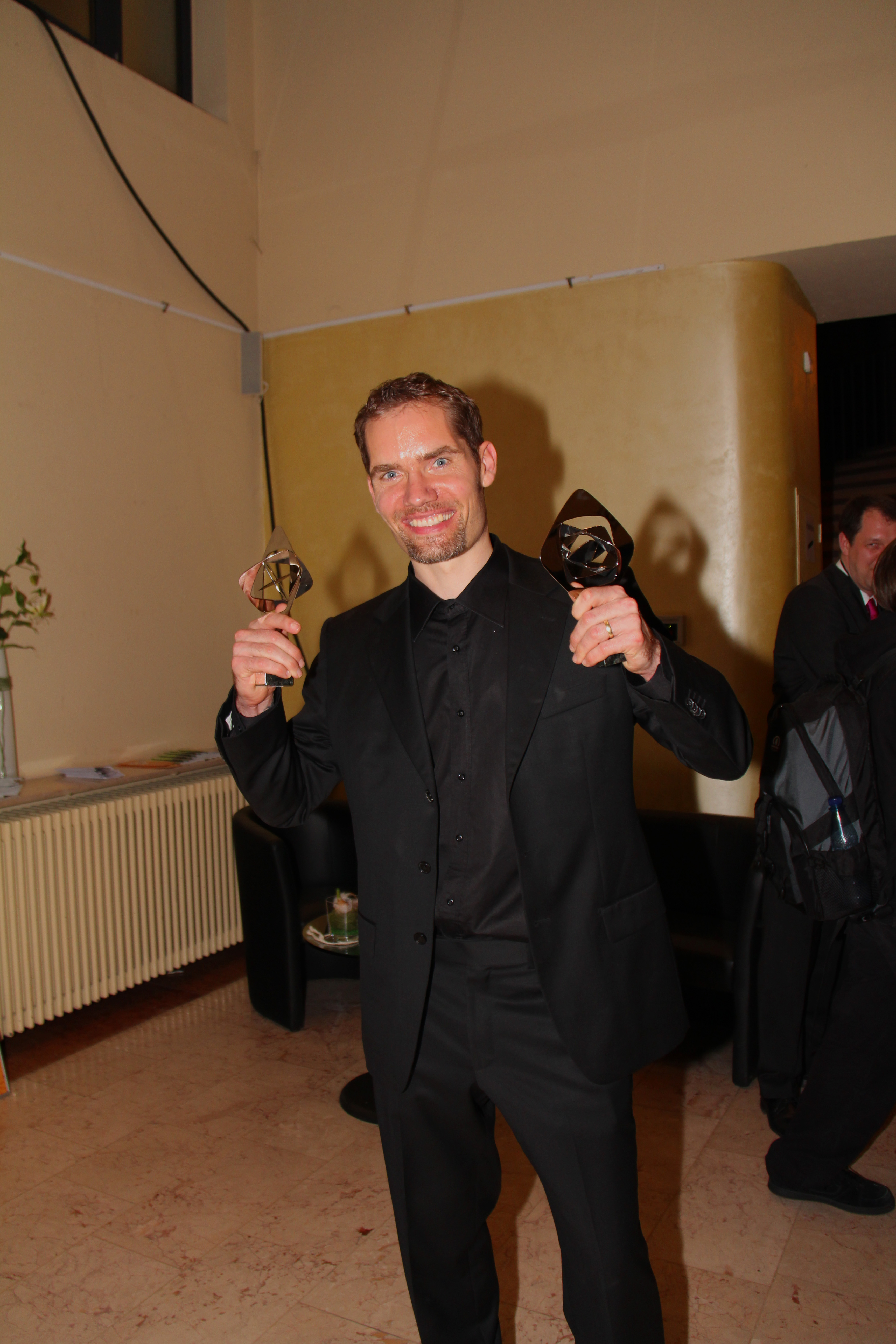
Doppelpreisträger des Grimme-Preises Christian Zübert bei der Verleihung 2011

  - 2006: Nominiert für den Deutschen Filmpreis, Bester Kinder- und Jugendfilm
  - 2005: Filmfest Hamburg, Bester Kinderfilm
  - 2005: Kinofest Lünen, Bester Kinderfilm, Publikumspreis
  - 2005: International Children’s Film Festival Chicago, Certificate of Excellence
  - 2007: Lobende Erwähnung auf dem 15. Kinder-Film & Fernsehfestival „Goldener Spatz“
  - 2011: Grimme-Preis für das Drehbuch zu Neue Vahr Süd
  - 2011: Grimme-Preis für die Regie zu Tatort: Nie wieder frei sein
  - 2011: Deutscher Fernsehkrimipreis
  - 2011: Hamburger Krimipreis

- Dreiviertelmond
  - 2012: Bayerischer Filmpreis, Drehbuchpreis
  - 2012: Nominiert für den Deutschen Filmpreis, Bester Spielfilm
  - 2012: Deutscher Regiepreis Metropolis, Bester Kinofilm